# Cahokia (Illinois)
Cabery è un comune dell'Illinois, nella Contea di St. Clair. Nel 2010, anno dell'ultimo censimento, si contavano 16 391 abitanti.